# Keltische Sprachen
| Bretagne | Man        |
| Cornwall | Schottland |
| Irland   | Wales      |

Länder und Regionen, in denen inselkeltische Sprachen einen offiziellen Status haben (nicht deckungsgleich mit Gebieten, wo sie tatsächlich gesprochen werden)

Die keltischen Sprachen (das Keltische) bilden einen Zweig der indogermanischen Sprachfamilie. Keltische Sprachen werden heute hauptsächlich auf den Britischen Inseln und in Frankreich in der Bretagne gesprochen. Die mit Abstand meistgesprochene Sprache von diesen ist das Walisische. Schrumpfende Gemeinschaften muttersprachlicher Sprecher finden sich noch in Kanada, hauptsächlich in der Provinz Neuschottland, und in Patagonien (Argentinien) in der Provinz Chubut. Weitere Gebiete, in denen eine keltischsprachige Diaspora existiert, sind die USA, Australien und Neuseeland. Alle keltischen Sprachen mit Ausnahme des Walisischen sind von der UNESCO als bedrohte Sprachen eingestuft.
Als Ursprung der keltischen Sprachen wird eine rekonstruierte Vorläufersprache, das Urkeltische, angesetzt. Keltische Sprachen und keltische Völker waren in der Antike bis vor der Zeitenwende in weiten Teilen Europas und in Kleinasien beheimatet, viele Unterzweige und Einzelsprachen sind dann nach und nach ganz ausgestorben.

## Gliederung des Keltischen
Die Genealogie der verschiedenen keltischen Sprachen aus dem Urkeltischen oder Protokeltischen ist aufgrund der spärlichen Datenlage für die überlieferten festlandkeltischen Einzelsprachen umstritten, da alle ausgestorben sind. Robert William Elsie (1979) versuchte, für das britannische Keltisch (p-keltische Sprachen) durch einen Wortschatzvergleich die Verwandtschaft zu anderen indogermanischen Sprachzweigen zu bestimmen. Dabei wurde mittels statistischer Verfahren untersucht, wie viel vom keltischen Grundwortschatz in anderen indogermanischen Sprachzweigen Entsprechungen hat. Elsie erhielt als Ergebnis folgende Rangfolge:
- Germanisch (61,0 %)
- (Lateinisch) Italisch (55,2 %)
- Indoiranisch (52,3 %)
- Griechisch (50,9 %)
- Baltisch (45,0 %)
- Slawisch (43,0 %)
- Armenisch (34,9 %)
- Albanisch (25,6 %)
- Tocharisch (21,5 %)
- Hethitisch (14,0 %)

Seit Carl Friedrich Lottner (1861) und Alois Walde (Über älteste sprachliche Beziehungen zwischen Kelten und Italikern) aus dem Jahre 1917 hat es die Überlegung gegeben, dass der keltische Zweig möglicherweise zusammen mit dem italischen den erschlossenen Italo-Keltischen Zweig innerhalb der indogermanischen Sprachen bildet. Nach Haarmann (2016) ist diese Theorie jedoch nicht genug belegt, er sieht im Keltischen eine eigenständige indogermanische Sprachgruppe. Eine ähnliche Meinung vertritt Schmidt (1992).

### Zeittiefe der Keltischen Sprachgruppe

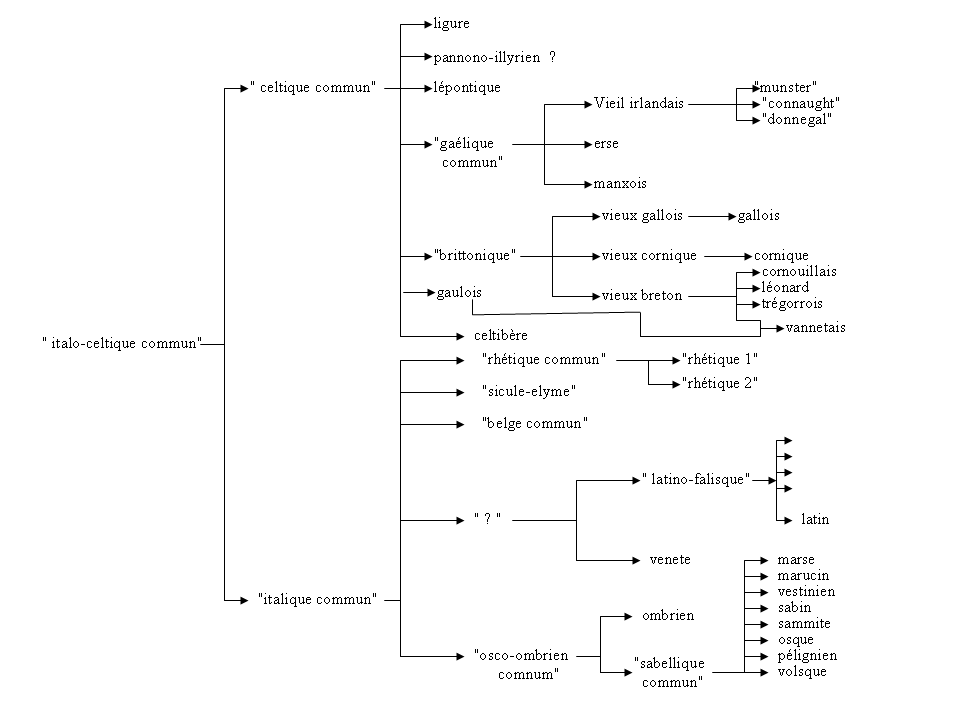
Rekonstruktion und Verzweigung keltischer Sprachen, in der eine engere italo-keltische Verwandtschaft angenommen wird.

Laut Haarmann (2016) ist das Keltische eine eigenständige indogermanische Sprachgruppe, deren Ausgliederung aus dem Urindogermanischen etwa 2000 v. Chr. eingesetzt hat.

### Das Inselkeltische
Die lebenden bzw. wiederbelebten inselkeltischen Sprachen, ebenso wie ihre dokumentierten ausgestorbenen Varianten, werden in die beiden Gruppen britannisch und goidelisch unterteilt.

#### Der britannische Zweig
Die britannischen Sprachen (auch brythonische Sprachen genannt) gehören in die Gruppe der p-keltischen Sprachen und umfassen unter anderem:
- das Walisische (die heute am häufigsten gesprochene keltische Sprache)
- das Kumbrische (im 11. Jahrhundert ausgestorben)
- das Kornische (ausgestorben, schwach wiederbelebt)
- das Bretonische (gelangte von den Britischen Inseln (Cornwall) nach Westfrankreich (Bretagne) und gehört daher zu den inselkeltischen Sprachen, obwohl es heute ausschließlich auf dem Festland gesprochen wird)

Über die Zuordnung des nur sehr spärlich und unsicher belegten Piktischen, das bis ins Mittelalter im heutigen Schottland gesprochen wurde, gibt es keinen Konsens. Es sind Argumente vorgebracht worden, dass es ebenfalls zum britannischen Zweig des Keltischen gehören könnte, seit langem existieren aber auch Spekulationen über eine Verbindung zu nicht-indogermanischen (speziell afroasiatischen) Sprachen; in neueren wissenschaftlichen Gesamtdarstellungen der keltischen Sprachen findet man das Piktische ausgespart.

#### Der goidelische Zweig
Die goidelischen Sprachen, die zu den q-keltischen Sprachen gehören, gliedern sich in:
- das Irische (Amtssprache in der Republik Irland)
- das Schottisch-Gälische (eine der Amtssprachen im autonomen Landesteil Schottland des Vereinigten Königreiches)
- das Kanadisch-Gälische (im 19. Jahrhundert die dritthäufigste Sprache in Kanada)
- das Manx (im 20. Jahrhundert ausgestorben und gegenwärtig wiederbelebt)
- das Shelta (eine Mischsprache mit starkem gälischen Bezug)

Gälisch gelangte im frühen Mittelalter von Irland nach Schottland und im 19. Jahrhundert auch nach Kanada.

### Das Festlandkeltische
Festlandkeltische Sprachen können ebenfalls wie die inselkeltischen dem q-Keltischen bzw. dem p-Keltischen zugeordnet werden. Alle festlandkeltischen Sprachen sind ausgestorben.
Die meisten belegten Sprachen sind p-keltisch, nämlich:
- das Gallische
- das Norische
- das Galatische
- das Lepontische (die älteste überlieferte keltische Sprache aus dem 6. Jahrhundert v. Chr.)

Daneben als einzige q-keltische Sprache auf dem Festland:
- das Keltiberische

## Abgrenzungskriterien von anderen indogermanischen Sprachen
Die belegten ausgestorbenen und lebenden keltischen Sprachen können auf frühere Sprachstufen zurückgeführt werden, die alle folgende Merkmale aufwiesen:

### Wandel der Plosivlaute

#### Indogermanisches /p/
- Schwund des indogermanischen Bilabials /p/: idg. *ph₂tḗr ‚Vater‘ → air. athir, awal. -atr
- Spirantisierung zu /x/ vor Plosiven: idg. *séptm̥ ‚sieben‘ → air. secht, gall. sextan.

In p-keltischen Sprachen wurde später ein sekundäres /p/ aus /kʷ/ gebildet, im q-keltischen Irisch ist der Laut /p/ nur in Lehnwörtern und Wörtern mit bestimmten Lautkombinationen (z. B. /b/ + /h/ > /p/) vorhanden (vgl. idg. kʷri-n-h₂- ‚kaufen, tauschen‘ → urkelt. kʷri-nă- → air. crenaid : wal. prynu).

#### Indogermanisches /gʷ/
- Bilabialisierung des Labiovelars /gʷ/ zu /b/: idg. *gʷh₃eu- → ir. bó ‚Kuh‘, mwal. bu ‚Kühe‘.

### Umbau des Vokalsystems

#### Lange primäre Mittelvokale
- lange Mittelvokale /ē/ und /ō/ wurden zu /ī/ bzw. /ā/ ~ /ū/ (je nach Position im Wort):
  - idg. *h₃rēǵs ‚König, Fürst‘ → air. rí, gall. rīx, wal. rhi;
  - idg. *deh₃nus ‚Schenkung‘ → vorurkelt. *dōnus → urkelt. *dānus → air. dán, wal. dawn

#### Lange sekundäre Mittelvokale
- sekundäre /ē/ (< /ei/) und /ō/ (< /eu/, /ou/, /au/) wurden aus alten Diphthongen neu gebildet:
  - idg. *Hreidʰ- ‚reiten‘ → urkelt. *rēd-o- → air. réidid
  - urkelt. *lousk-o- → späturkelt. *lōsk-o- → ir. luasc ‚schwingen‘, wal. llusgo ‚schleppen‘

### Liquidvokalisierung
- Vokalisierung der indogermanischen silbentragenden Liquiden l̥ und r̥ je nach Lautumgebung zu /al/, /li/ oder /lā/ bzw. /ar/, /ri/ oder /rā/.
  - Konsonant-Sonorant-Laryngal-Konsonant (KSHK) → KSaHK → KSāK: idg. *pl̥h₁nos ‚voll‘ → urkelt. *φlānos → ir. lán ‚viel‘, wal. llawn ‚voll‘
  - Konsonant-Liquida-Plosiv → KLiP: idg. *pl̥th₂-nós ‚weit‘ → urkelt. *φlitanos → air. lethan, bret. ledan; idg. *ḱr̥d-jo- → urkelt. *kridion → air. cride ‚Herz‘, wal. craidd ‚Mitte, Zentrum‘
  - Konsonant-Sonorant + nicht-Plosiv → KaSnP: idg. *mr̥wós ‚tot‘ → ir. marbh, wal. marw

### Weitere sprachliche Merkmale
Die typischen Merkmale der heutigen keltischen Sprachen wie die Anlautmutationen der inselkeltischen Sprachen oder auch die phonemische Palatalisierung in den goidelischen Sprachen sind auf spätere Entwicklungen zurückzuführen. In den belegten festlandkeltischen Sprachen sind diese Entwicklungen nicht eindeutig (Mutationen) bzw. nicht (Palatalisierung) nachweisbar. Diese Merkmale können daher nicht als gemeinkeltisch betrachtet werden.

## Ursprüngliche Ausbreitung und Quellen

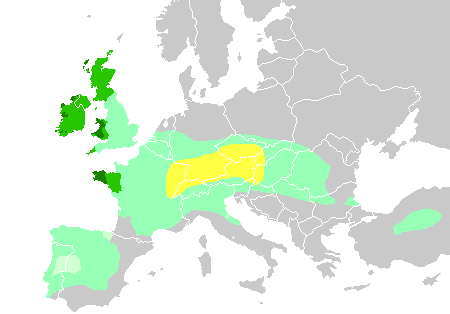
Keltische Sprachräume im Verlauf der Zeit oder die Verbreitung keltischer Völker und Sprachen:
Gebiet der Hallstatt-Kultur im 6. Jahrhundert v. Chr.
Größte keltische Ausdehnung, um 275 v. Chr.
Lusitania (keltische Besiedlung unsicher)
Die „sechs Keltischen Nationen“, in denen es bis in die Frühe Neuzeit eine signifikante Anzahl Sprecher keltischer Sprachen gab.
Das heutige Verbreitungsgebiet keltischer Sprachen

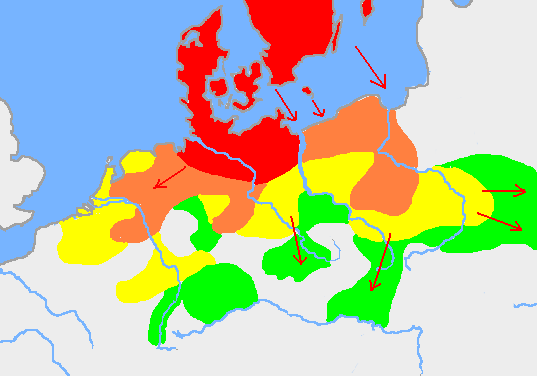
Die Verbreitung der germanischen Sprachen bzw. Dialekte im Vergleich
750 v. Chr. – 1 n. Chr.:
Verbreitung bis 750 v. Chr.
Verbreitung bis 500 v. Chr.
Verbreitung bis 250 v. Chr.
Verbreitung bis 1 n. Chr.

Die Verbreitung der keltischen Sprachen folgte im Großen und Ganzen der Wanderbewegung der keltischen Völker und ihrer Kultur und erreichte dadurch vom Kerngebiet aus auch die britischen Inseln und Kleinasien. Von der kontinentalen keltischen Kultur ist aus der Archäologie viel bekannt. Da die Kelten in der frühesten Zeit noch keine Schriftkultur (vgl. mündliche Überlieferung) besaßen, ist man jedoch für die Kenntnisse ihrer hypothetischen Ursprache vor allem auf überlieferte Orts- und Personennamen angewiesen sowie auf Rekonstruktionen, die auf antiken Inschriften und auf den lebenden Sprachen basieren.
Allerdings stehen der archäologische und der linguistische Befund der frühen keltischen Expansion in einem Spannungsverhältnis. Der Linguist Jürgen Udolph hat 2006 darauf hingewiesen, dass sich viele archäologische Hinterlassenschaften keltischer Kultur – von typisch keltischer Handelsware bis hin zu Fürstensitzen – auch in Regionen finden, in denen keltische Ortsnamen fast völlig fehlen; dies gelte etwa für Hessen.
In späterer Zeit hinterließen keltische Sprachen sprechende Volksgruppen hingegen sehr wohl schriftliche Zeugnisse, vor allem als steinerne Inschriften und auf Münzen. Dies geschah aber stets unter dem Antrieb anderer Völker, d. h. der Iberer in Spanien, der Römer in Gallien usw. Zusätzlich liegen griechische und römische Berichte vor, auf die sich die Forschung ebenfalls stützen kann, die meist aber vor allem das äußere Erscheinungsbild und die Sitten der Kelten behandelten. Diese werden in solchen Berichten meist als eine ethnische Einheit behandelt, die sie wahrscheinlich nie bildeten. Zudem ist es fraglich, ob bei der Beschreibung fremder Völker immer strikt zwischen einzelnen Sprachgruppen unterschieden wurde, die wiederum mit ethnischen Gruppen nicht immer übereinstimmten. Die antiken Berichte sind wertvoll, aber kritisch zu bewerten.
Auf dem Festland verschwanden in den ersten Jahrhunderten unserer Zeit sämtliche keltische Sprachen vor allem unter dem dominierenden Einfluss des Latein des römischen Reiches sowie durch die Ausbreitung der germanischen Sprachen. Aus frühmittelalterlichen Quellen geht hervor, dass möglicherweise noch im fünften Jahrhundert in der Gegend um Trier von einem Teil der Bevölkerung ein keltischer Dialekt gesprochen wurde, in der Normandie vielleicht sogar noch bis ins neunte Jahrhundert.
Die germanischen Stämme breiteten sich bis zum 1. Jahrhundert v. Chr. vermehrt aus ihrem ursprünglichen Sprachraum nach Süden und Westen Mitteleuropas aus. Hierbei verdrängten sie die Kelten und deren Sprache bis zu den Flüssen Rhein und zur Donau, die nun die Grenzströme zum keltischen Gallien und auch zum keltischen Rätien bildeten.

## Heutige Verbreitung
Auf den britischen Inseln konnten sich die inselkeltischen Sprachen halten, das heißt, die britannischen Sprachen und die goidelischen Sprachen.
Die östliche inselkeltische Gruppe, das Britannische oder auch Brythonische, umfasst das heutige Bretonische, das Kornische, das weitgehend unbekannte und nur mit wenigen Wörtern überlieferte Kumbrische in Nordengland sowie das Walisische (oder Kymrische). Auch die Sprache der Pikten, die nur aus Ortsnamen Nordost-Schottlands bekannt ist, gehörte möglicherweise dieser Gruppe an. Eine gemeinsame Vorstufe dieser Sprachen ist nicht belegt, doch die frühmittelalterlichen britannischen Sprachen waren sich so ähnlich, dass man sich vielleicht ohne weiteres verstanden hat. Das Bretonische, das heute noch in der Bretagne gesprochen wird, gelangte durch Siedler aus Cornwall nach Nordfrankreich, die vor den angelsächsischen Eroberern flohen.
Die kornische Sprache ist seit dem 18. Jahrhundert ausgestorben, wird aber mittlerweile wieder von etwa 3.000 Menschen gesprochen (davon ca. 300 fließend; Quelle: SGRÙD-Report 2000), während das Walisische mit über 500.000 Sprechern noch relativ stark verbreitet ist. Das Bretonische wird nach neuen Schätzungen (Broudig 1999) von etwa 250.000 Menschen gesprochen.
Die westliche inselkeltische Gruppe, das Goidelische, besteht aus dem Altirischen und den drei davon abgeleiteten modernen Sprachen, dem Irischen, dem Schottisch-Gälischen (selten – nach dem Scots-Begriff Erse – als „Ersisch“ bezeichnet) sowie dem Manx. Gälisch kam im frühen Mittelalter nach Schottland, im Zuge einer Expansion aus dem Norden Irlands (durch den Stamm der Dál Riata), die zum Untergang des piktischen Königreichs führte.

## Heutige Sprachsituationen
In den verschiedenen keltischen Nationen stellt sich die Situation des Keltischen heute unterschiedlich dar. Alle keltischen Sprachen mit Ausnahme des Walisischen sind als bedroht eingestuft. Oftmals ist die Altersstruktur der Sprecher ungünstig, da es sich meist um ältere Personen handelt, die im Alltag ihre indigene Sprache benutzen. Der niedrige soziale Status der keltischen Sprachen, wie er weitläufig im 19. und 20. Jahrhundert vorzufinden war, kann heutzutage nicht mehr pauschal bestätigt werden. Dies gilt besonders für das Walisische und das Irische, welche eine Aufwertung in den letzten Jahrzehnten erfahren haben. Beide sind gleichberechtigte Amtssprache und stark im Schulsystem verankert.

### Wales

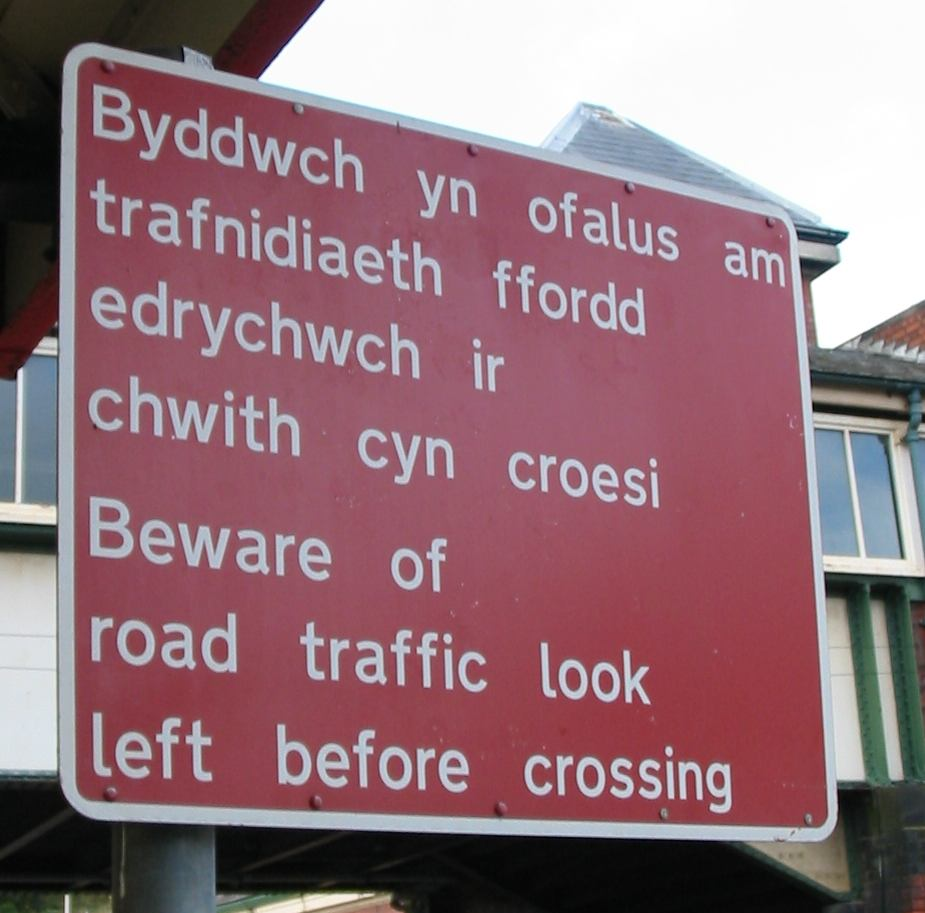
Zweisprachiges Schild in Bangor, Walisisch und Englisch

In Wales können laut Zensus 18 % der Bevölkerung bzw. 538.000 Personen Walisisch (walisisch: Cymraeg) sprechen. Weitere 5,2 % bzw. 160.000 Personen gaben an, Walisisch verstehen zu können. Walisisch ist gleichberechtigte Amtssprache (Welsh Language Act). Es ist Unterrichtssprache an 16 % der walisischen Schulen und Pflichtfach in allen sonstigen englischsprachigen Schulen. Walisisch ist identitätsbildend für alle Menschen, die in Wales leben – so wird z. B. die Walisische Nationalhymne vollständig auf Walisisch gesungen. Vor allem im Norden und Westen von Wales ist Walisisch im Alltag allgegenwärtig. Es gibt einen Fernsehsender mit Vollprogramm und mehrere Radiosender. Für Angelegenheiten der walisischen Sprache ist der Welsh Language Commissioner zuständig.

### Die Republik Irland und Nordirland
Die Republik Irland unterstützt zahlreiche Projekte, die irische Sprache, die auf Irisch als Gälisch (irisch-gälisch: Gaeilge) bezeichnet wird, zu erhalten. Erhebungen zur Zahl der Muttersprachler schwanken stark zwischen 40.000 und 95.000 Sprechern. Schätzungsweise 33 % der irischen Bevölkerung geben an, Irisch auf sehr unterschiedlichem Niveau zu sprechen. Irisch wird als Pflichtfach vom Kindergarten bis zum Abschlussexamen unterrichtet. In den letzten Jahren wurden viele gälischsprachige Schulen (Gaelscoileanna) auch außerhalb der Gaeltacht gegründet, in denen der gesamte Unterricht auf Gälisch einsprachig erfolgt, wodurch sich die Zahl der jungen Sprecher, die das Gälische im Alltag benutzten, erhöht hat. Das Foras na Gaeilge kümmert sich um Angelegenheiten der irischen Sprache. In Nordirland wird das Irische seit den 1950er Jahren nicht mehr als Mutter- oder Erstsprache gebraucht, jedoch besitzt es dort eine starke identifikatorische und politische Bedeutung innerhalb der katholischen Gemeinschaft. In der Volkszählung von 2001 gaben etwa ein Drittel der Bevölkerung an, Irischkenntnisse zu haben.

### Schottland und Kanada
Weniger staatliche Unterstützung erhält das Schottisch-Gälische (schottisch-gälisch: Gàidhlig), das laut der Volkszählung von 2011 unter 58.000 Sprecher (1,1 % der schottischen Bevölkerung) gesunken ist. Die äußeren Hebriden sowie das schottische Hochland gelten als Kernland der Sprache und werden traditionell als Gàidhealtachd bezeichnet. Ein Dialekt des Gälischen, das kanadische Gälisch, wird noch von etwa 1250 meist älteren Personen vereinzelt in Neuschottland (Kanada) gesprochen. Das Bòrd na Gàidhlig kümmert sich um Angelegenheiten des Schottisch-Gälischen.

### Die Insel Man
Der letzte bekannte muttersprachliche Sprecher des Manx (manx-gälisch: Gaelg) war Ned Maddrell, der 1974 starb. Die Sprache ist gut dokumentiert und es gibt Bestrebungen, sie wiederzubeleben, allerdings mit mäßigem Erfolg. So wird sie heute auf freiwilliger Basis an den Schulen gelehrt. Etwa 1800 Personen auf der Insel Man gaben an, Kenntnisse des Manx auf unterschiedlichem Niveau zu haben.
Um die Angelegenheiten des Manx kümmert sich der Coonceil ny Gaelgey.

### Die Bretagne
Das Bretonische (bretonisch: Brezhoneg) ist eine britannische Sprache, die ursprünglich aus Großbritannien stammt und durch Zuwanderung bzw. Vertreibung an die Nordküste Frankreichs gelangte (Bretagne). Es wurde traditionell bis in die 1950er Jahre von über einer Million Menschen gesprochen. Heute wird es schätzungsweise noch von 206.000 Menschen als Muttersprache im Alltag verwendet, wobei die Masse der Sprecher über 50 ist. Nach Schätzungen beherrschen insgesamt 356.000 das Idiom mehr oder weniger gut. Die meisten Sprecher findet man im Département Finistère. Offizielle Erhebungen über die Sprecherzahl lässt der französische Staat nicht zu. Für Angelegenheiten der bretonischen Sprache ist das Ofis publik ar Brezhoneg zuständig.

### Cornwall
Dolly Pentreath aus Mousehole (korn. Porthenys) starb im Jahre 1777 als letzte Sprecherin des Kornischen (kornisch: Kernewek). Es gibt vereinzelt Bestrebungen, es wiederzubeleben. Es soll etwa 600–2000 Personen geben, die das Neokornische auf unterschiedlichem Niveau beherrschen, untereinander aber über die Frage der richtigen Orthografie zerstritten sind. Für Angelegenheiten der kornischen Sprache ist Keskowethyans an Taves Kernewek zuständig.

### Argentinien, Großbritannien
Walisisch wird auch von etwa 25.000 Personen in Argentinien gesprochen, besonders in der Provinz Chubut in Patagonien finden sich viele Sprecher. Die größte Gruppe der Walisischsprachigen außerhalb von Wales findet man in England über das gesamte Land verteilt (150.000 Sprecher). London hat eine walisischsprachige Schule.

## Mischsprachen
- Shelta, größtenteils auf Irisch basierend mit Einflüssen von unbekannten Quellen (etwa 86.000 Sprecher im Jahr 2009).[30]
- Welsh-Romani, ausgestorben[31]
- Beurla-reagaird, Sprache der „Travellers“ im schottischen Hochland.[32]

## Keltische Elemente in anderen Sprachen
Verschiedene europäische Sprachen wurden von keltischen Sprachen auf unterschiedliche Weise beeinflusst. Dieser Einfluss war zwar beschränkt, aber auch nicht zu unterschätzen. Dabei muss zwischen den Auswirkungen der altkeltischen Sprachen einerseits und den späteren Auswirkungen der inselkeltischen Sprachen andererseits unterschieden werden. Die Auswirkungen können zudem in reine Lehnwörter, Orts- und Gewässernamen sowie allgemeinere Einflüsse (Syntax, Phonetik usw.) unterteilt werden.

### Ortsnamen
Da im Laufe der Zeit weite Teile Mittel-, Süd- und Westeuropas von Volksgruppen mit keltischen Sprachen besiedelt wurden, sind Überbleibsel aus diesen Sprachen in vielen Sprachen dieser Regionen zu finden.
Ältestes keltisches Wortgut findet sich in alteuropäischen Gewässernamen. Dazu zählen z. B. in Süddeutschland die meisten maskulinen Flussnamen wie Rhein, Main, Lech, Inn und Regen und einige feminine Flussnamen wie Donau, Glonn, Iller, Isar, Isen, Loisach und Traun. Auch Ortsnamen leiten sich von keltischen Bezeichnungen ab, insbesondere solche mit den Endungen -ach, -ich und -ig (entstanden aus Gutshöfen, die nach dem ursprünglichen Besitzer aus einem Personnamen mit dem Suffix acos abgeleitet waren) bzw. -magen (von magos = „Feld, Wiese, Ebene“) wie Andernach, Breisach, Kessenich, Disternich, Lessenich, Kirspenich, Zülpich, Elsig bzw. Dormagen und Remagen (‚Königsfeld‘). Weitere Städtenamen in Süddeutschland mit keltischen Wurzeln sind vermutlich u. a. Bonn, Mainz, Worms (< Borbetomagus), Daun (von Dunum = befestigte Anhöhe), Cham, Prien und Zarten (< Taro-dunum); in Frankreich die Flussnamen Rhône und Seine (letzterer aus gallisch Sequana) sowie Städtenamen wie Lyon (aus Lugu-dunom, „Festung des (Gottes) Lugos“) und Verdun (aus *ver(o)-dunom = „oben gelegene Festung“).

### Lehnwörter aus dem Urkeltischen

#### Im Germanischen
Gesicherte keltische Lehnwörter im Germanischen:
| Urgermanisch | Urkeltisch                                      | Anmerkungen zur Entlehnung                                                                                          |
| --- | ----------------------------------------------- | --- |
| *amƀahtaz: „Diener“ (vgl. Amt) | gallisch *ambaktos                              | Belegt durch Caesar, Bellum Gallicum VI.15.2                                                                        |
| *ƀrunjōn: „Brustpanzer“ (vgl. Brünne „Panzerhemd“)                                                                                     | *brusn-: „Brust“                                | Nur das Keltische weist eine Wurzelerweiterung mit *-n- auf (im Gegensatz z. B. zum germanischen *-t- wie in Brust) |
| *īsarnan: „Eisen“ | *īsarnom                                        | Weist den keltischen Lautwandel *ē > *ī auf                                                                         |
| *lēkjaz: „Arzt“ | *lēgi-                                          | Etymologie unbekannt, der Ersatz des Stammvokales durch *-ja- deutet aber auf eine Entlehnung hin                   |
| *rīkz: „König“ (vgl. Reich) | *rīg-                                           | Weist den keltischen Lautwandel *ē > *ī auf (im Gegensatz z. B. zu lat. rēx)                                        |
| *Rīnaz: Flussname Rhein | *reinos: „Strom“                                | gewöhnliches keltisches Wort ohne Parallele im Germanischen                                                         |
| *walhaz: ursprünglich „Kelte“ oder allgemein „Fremder“, später auch „Romane“ (vgl. z. B. Welsche, Ortsnamen mit dem Grundwort Walchen) | *Wolkā-: Name des keltischen Stammes der Volcae | Belegt latinisiert als lat. Volcae (Plural)                                                                         |

Mögliche keltische Lehnwörter, die aber auch Erbwörter im Germanischen sein können:
| Urgermanisch                                                              | Urkeltisch                                              | Anmerkungen zur Entlehnung                                                     |
| ------------------------------------------------------------------------- | ------------------------------------------------------- | ------------------------------------------------------------------------------ |
| *aiþaz: „Eid“                                                             | *oitos                                                  |                                                                                |
| *arƀjan: „Erbe“                                                           | *orbiom                                                 | Suffix und Bedeutung nur im Keltischen und Germanischen                        |
| *ƀurǥz: „Burg“                                                            | *brig-: „Hügel“                                         | Als Wurzelverb nur im Keltischen und Germanischen                              |
| *frijaz: „frei“                                                           | *rios                                                   | Bedeutung nur im Keltischen und Germanischen                                   |
| *ǥīslaz: „Geisel“                                                         | *geis(t)los                                             |                                                                                |
| *lauđan: „Lot“                                                            | *laudiā                                                 |                                                                                |
| *leuǥanan: „lügen“                                                        | *lugiom: „Eid“                                          |                                                                                |
| *leþran: „Leder“                                                          | *letrom                                                 |                                                                                |
| *marhaz: „Pferd“ (vgl. Mähre, Marschall...)                               | *markos                                                 |                                                                                |
| *rīđanan: „reiten“                                                        | *reideti (3. Person Singular)                           | Bedeutung nur im Keltischen und Germanischen                                   |
| *rōanan: „rudern“                                                         | *rāeti (3. Person Singular)                             | Als einfaches Zeitwort mit *ō in der Wurzel nur im Keltischen und Germanischen |
| *rūnō: „Geheimnis“ (vgl. Runen, raunen...)                                | *rūnā                                                   |                                                                                |
| *tūnaz: „Einfassung“ (vgl. Zaun, häufig in englischen Ortsnamen als -ton) | *dūnom (vgl. die keltoromanischen Ortsnamen auf -dunum) |                                                                                |

Weitere Wörter
| Germanisch                          | Keltisch                                | Anmerkungen |
| ----------------------------------- | --------------------------------------- | --- |
| Alse                                | alausa                                  | vgl. franz. alose, okz. alausa, span. alosa |
| Attich                              | odocos                                  | ahd. attuh; vgl. span. yezgo |
| Behner alemann. Benne ‚Wagenkasten‘ | benna ‚Wagenkorb, Schubkarren‘          | keltisch: wal., abret. benn ‚Fuhrwerk‘ |
| Eberesche (auch Eberbaum)           | eburo ‚Eibe‘                            | keltisch: air. ibar ‚Eibe‘ (waraus nir. iúr, schott.-gäl. iubhar), wal. efwr ‚Bärenklau‘, bret. evor ‚Faulbaum‘                                           |
| Gämse                               | camox                                   | |
| Glocke                              | cloccos ‚Glocke, Schelle‘               | keltisch: air. clocc (waraus nir., schott.-gäl. clog), wal. cloch, bret. kloc’h                                                                           |
| Kummer                              | comboros ‚Zusammengetragenes‘           | keltisch: mir. commar ‚Zusammentreffen von Tälern, Strömen, Wegen‘, wal. cymmer, bret. kember                                                             |
| Zieger                              | *dwigeri-, eigentlich ‚zweimal erhitzt‘ | zusammengesetzt aus dwi ‚zweifach‘ + geri ‚erwärmen, erhitzen‘; vgl. bündnerromanisch tschigrun keltisch: awal. dou ‚zweifach‘, air. fogeir ‚er erhitzt‘. |

Erst am Ende des Altertums wurde über das Provinzlatein Galliens die griechisch-gallische Mischform paraverēdus (griechisch para ‚neben‘ + gallisch-lateinisch verēdus ‚Post-, Kurierpferd‘) ‚Beipferd zum Postpferd‘ entlehnt, aus der das heutige deutsche Wort Pferd entstand.
Eine besondere Entwicklung hat das keltische Wort *karros ‚Wagen‘ genommen. Zunächst gelangte es als carrus ins Lateinische, über dieses in die romanischen Sprachen, später aus diesen in verschiedene andere Sprachen, u. a. ins Deutsche (Karre, Karren, Karosse) und über das Englische car, cart auch ins Irische, also wiederum in eine keltische Sprache (carr ‚Auto‘, neben der Eigenbildung gluaisteán, eigentlich etwa ‚Beweger‘).

#### In romanischen Sprachen
Die Auswirkungen auf den Wortschatz der verschiedenen romanischen Sprachen sind vergleichsweise gering. Alle in Frage kommenden Wörter gingen zunächst ins Provinzlatein Galliens über, so zum Beispiel alauda „Lerche“ (altspanisch aloa, französisch alouette, italienisch lodola), und ivos „Eibe“ (französisch if, provenzalisch liéu) und verschiedene andere Ausdrücke meistens aus Flora und Fauna.

### Spätere Lehnwörter aus keltischen Sprachen
Die Auswirkungen der heute existenten inselkeltischen Sprachen sind recht gering, werden jedoch meist auch unterschätzt. Lehnwörter in anderen Sprachen gibt es relativ wenige. Zu diesen zählen, um nur einige zu nennen, Whisk(e)y (Ellipse von nach usqueba(u)gh, aus irisch uisce beathadh, oder usquabae, usquebae, aus schottisch-gälisch uisge beatha, eigentlich „Wasser des Lebens“; vgl. gleichbedeutend lat. aquæ vītæ, frz. eau de vie) sowie der englische Ausdruck galore „viel, massenhaft“ (aus schott. gu leòr „ausreichend, zahlreich“ – im Englischen wahrscheinlich das einzige stets nachgestellte Adjektiv).
Ins Deutsche sind Ausdrücke aus inselkeltischen Sprachen nur über Vermittlung anderer Sprachen, meist des Englischen gelangt. Neben dem Whisky zählen dazu die Wörter Clan ‚Kind, Sippe‘, Slogan ‚Sammel-, Schlachtruf‘ und Flanell. Letzteres stammt ursprünglich von einer bestimmten Form des walisischen Wortes für ‚Wolle‘ ab: mengl. flanyn ‚Sackleinen‘, aus gwlanen ‚Woll-Kleidungsstück‘, zu gwlân /gwlaːn/ gebildet, mit leniertem Anlaut /g/ und Singularsuffix -en. Im Englischen wurden das auslautende -n und das -n- im Inlaut dissimiliert und die Endung ergab -l. Die deutsche Bezeichnung für bestimmte Megalithmonumente, nämlich Dolmen und Menhir, sind Scheinbretonismen, die durch das Französische vermittelt und aus dem Kornischen und Bretonischen letztlich entlehnt wurden; d. h. respektive korn. tolmen ‚Megalithen in Dartmoor‘, zusammengesetzt aus toll, tell ‚Loch‘ + me(y)n ‚Stein‘, sowie bret. menhir (in Ortsnamen), aus mbret. men ‚Stein‘ + hir ‚lang‘. Ebenfalls bretonischen Ursprungs sind die französischen Wörter bijou ‚Schmuck‘ (aus bret. bizoù ‚Finger‘), balai ‚Besen‘ (zu afranz. balain, aus mbret. balazn ‚Gestrüpp, Besen‘) und das eigentlich zur Diskriminierung bretonischsprachiger Soldaten in der französischen Armee geprägte Substantiv baragouin ‚Radebrechen, Kauderwelsch‘ (aus bret. bara ha gwin ‚Brot und Wein‘ zusammengezogen).

### Besondere Wechselbeziehungen
Weiterhin hatten alle inselkeltischen Sprachen starke Auswirkungen auf die jeweilige regionale Aussprache und Syntax der größeren Nachbarsprachen. Dafür ist insbesondere das Hiberno-Englische bekannt. Durch den Einfluss des Bretonischen wurde jedoch z. B. auch die Betonung der regionalen Variante des Französischen von der letzten auf die vorletzte Silbe verschoben (also wie im Bretonischen).
Diskutiert werden weiterhin allgemeinere Einflüsse wie das auf der 20 basierende Zählsystem in den inselkeltischen Sprachen, im Französischen sowie in Ansätzen im Englischen (score, „20“). Die Vermutung liegt nahe, dass dieses System aus den keltischen Sprachen stammt, da es in allen inselkeltischen Sprachen vorhanden ist bzw. war. Der regional sehr uneinheitliche Verlauf der Umstellung aufs Vigesimalsystem in verschiedenen Varianten bzw. Dialekten des Galloromanischen sowie des Baskischen lässt allerdings auch die Möglichkeit offen, dass es sich um eine Parallelentwicklung ohne inselkeltischen Einfluss handeln könnte. Außerdem ist die Verlaufsform des Englischen (I am a-going, I am going) ein möglicher Kandidat für einen inselkeltischen Ursprung. Diese Verlaufsform ist ebenfalls in allen inselkeltischen Sprachen vorhanden: Irisch Tá mé ag dul („bin ich am Gehen“), Walisisch Rydw i’n mynd („bin ich am Gehen“) usw. Allerdings sind diese Ansätze höchst umstritten.